# NGC 2489
NGC 2489 ist ein offener Sternhaufen im Sternbild Achterdeck des Schiffs und hat eine Winkelausdehnung von 5,0' und eine scheinbare Helligkeit von 7,9 mag. Er wurde am 30. Dezember 1785 von Wilhelm Herschel entdeckt.